# 耶律勃古哲
耶律勃古哲（やりつ ぼつこてつ、生年不詳 - 990年）は、遼（契丹）の軍人。字は蒲奴隠。六院部夷離菫の耶律蒲古只の末裔。

## 経歴
保寧年間、天徳軍節度使となり、南京侍衛馬歩軍都指揮使に転じた。党項羌の阿理撒米・僕里鼈米を攻撃して平定し、南院大王となった。
聖宗が即位し、皇太后が称制すると、勃古哲はいくつかの事柄を上疏して聞き入れられ、その日のうちに山西路諸州事を兼領した。統和4年（986年）、北宋の曹彬らが燕雲十六州奪回のために侵攻してくると、勃古哲は宋軍を討って奮戦し、輸忠保節致主功臣の称号を賜り、山西五州を領知した。
ときに勃古哲は法を曲げて民を虐げたと告発を受け、調べを受けてそうした実態があったため、杖罰を受けた。
統和8年（990年）、南京統軍使となり、死去した。
子の耶律爻里は、詳穏の官に上った。

## 伝記資料
- 『遼史』巻82 列伝第12